# Song Yiling

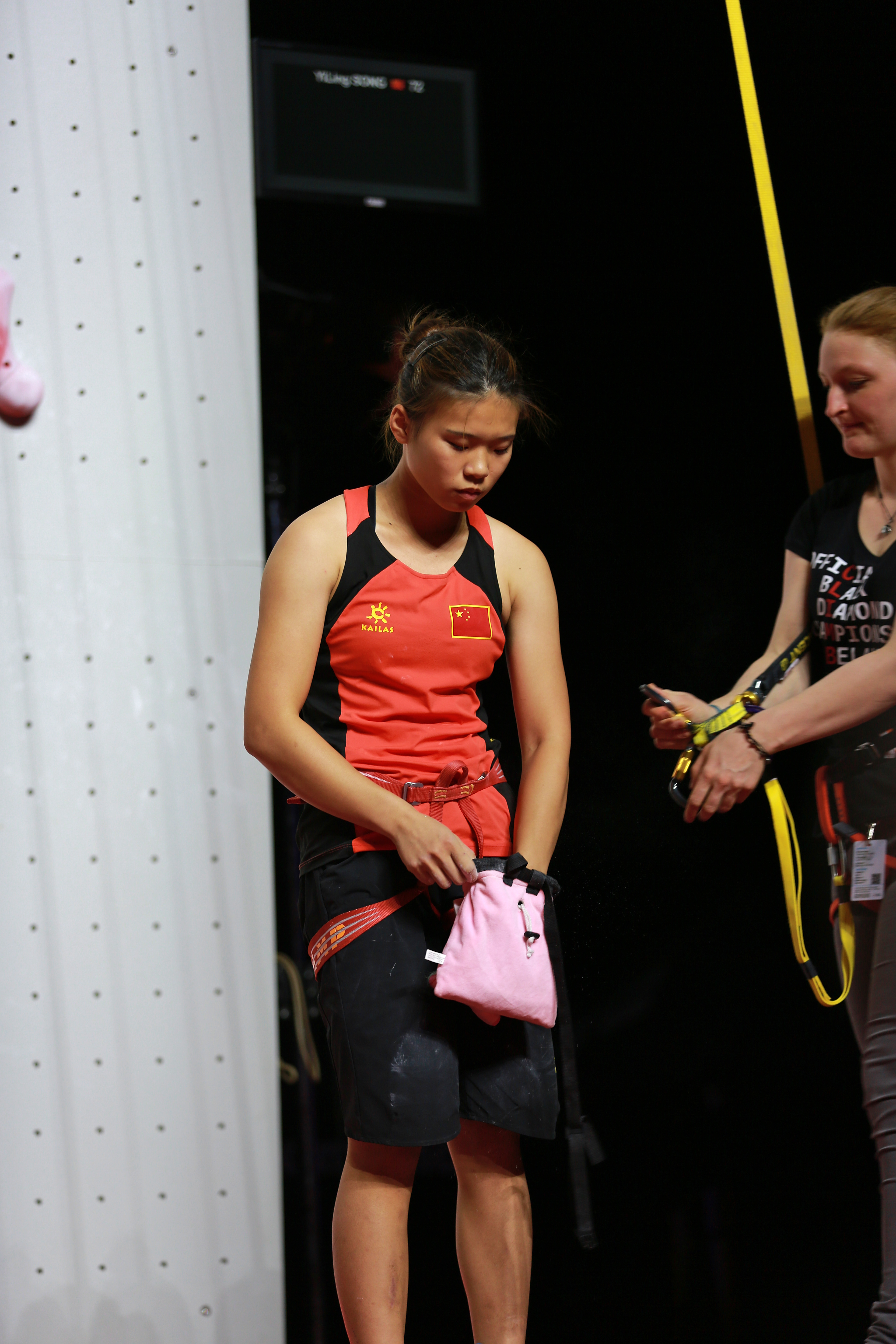
MŚ 2018, Innsbruck. Song Yiling przy ścianie do wspinaczki na czas.

Song Yiling (chiń. 宋懿龄; ur. 2001 w Pekinie) – chińska wspinaczka sportowa specjalizująca się we wspinaczce na czas oraz we wspinaczce łącznej. Rekordzistka świata w szybkości wspinania się na standardowej ścianie wspinaczkowej o wysokości 15 m, czas 7,101 sekundy.

## Kariera sportowa
Dwukrotna srebrna medalistka mistrzostw Azji we wspinaczce sportowej w konkurencji na czas z 2017 oraz z 2018.
26 kwietnia 2019 podczas Pucharu Świata w chińskim Chongqing we wspinaczce na czas, w wygranym duelu z Natalią Kałucką uzyskała czas 7,101 sekundy, który był równocześnie nowym rekordem świata.
W 2019 roku w Tuluzie na światowych kwalifikacjach do igrzysk olimpijskich zajęła dziewiąte miejsce, które zapewniało kwalifikacje na IO 2020 w Tokio.
Rekord świata
- 7,101 –  Puchar Świata 2019, Chongqing (CHN) – 26 kwietnia 2019(dts)[1]

## Osiągnięcia

### Mistrzostwa świata
| Konkurencje       | 2018 | 2019 |
| Wsp. na czas      | 7    | 4    |
| Wspinaczka łączna | —    | 26   |

### Mistrzostwa Azji
| Konkurencje  | 2017 | 2018 |
| Wsp. na czas | 2    | 2    |